# Heimdall

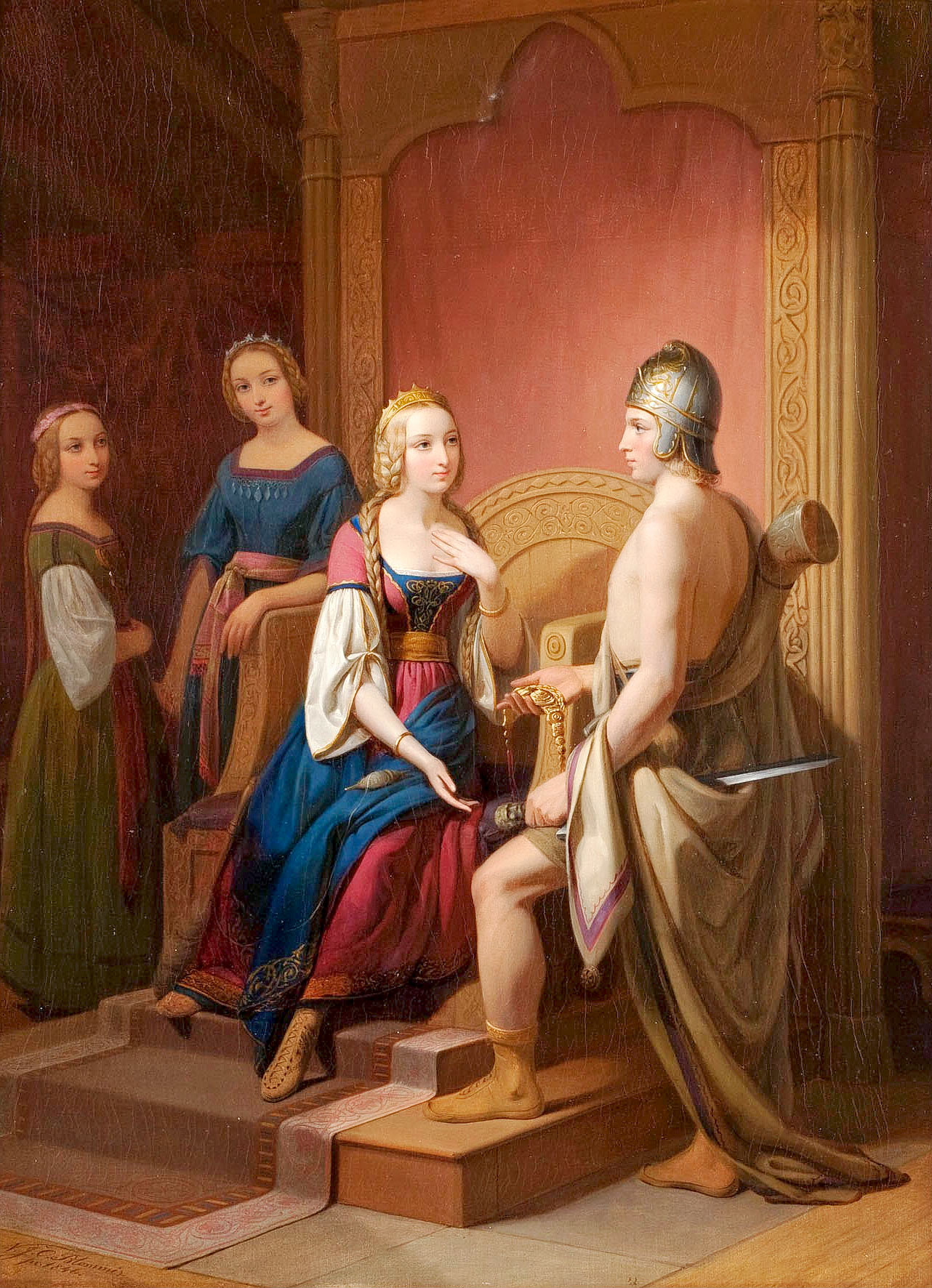
Heimdall öfverlämnar till Freya smycket Bryfing, en målning av Nils Blommér från 1845 i vilken Freja mottar Brisingasmycket.

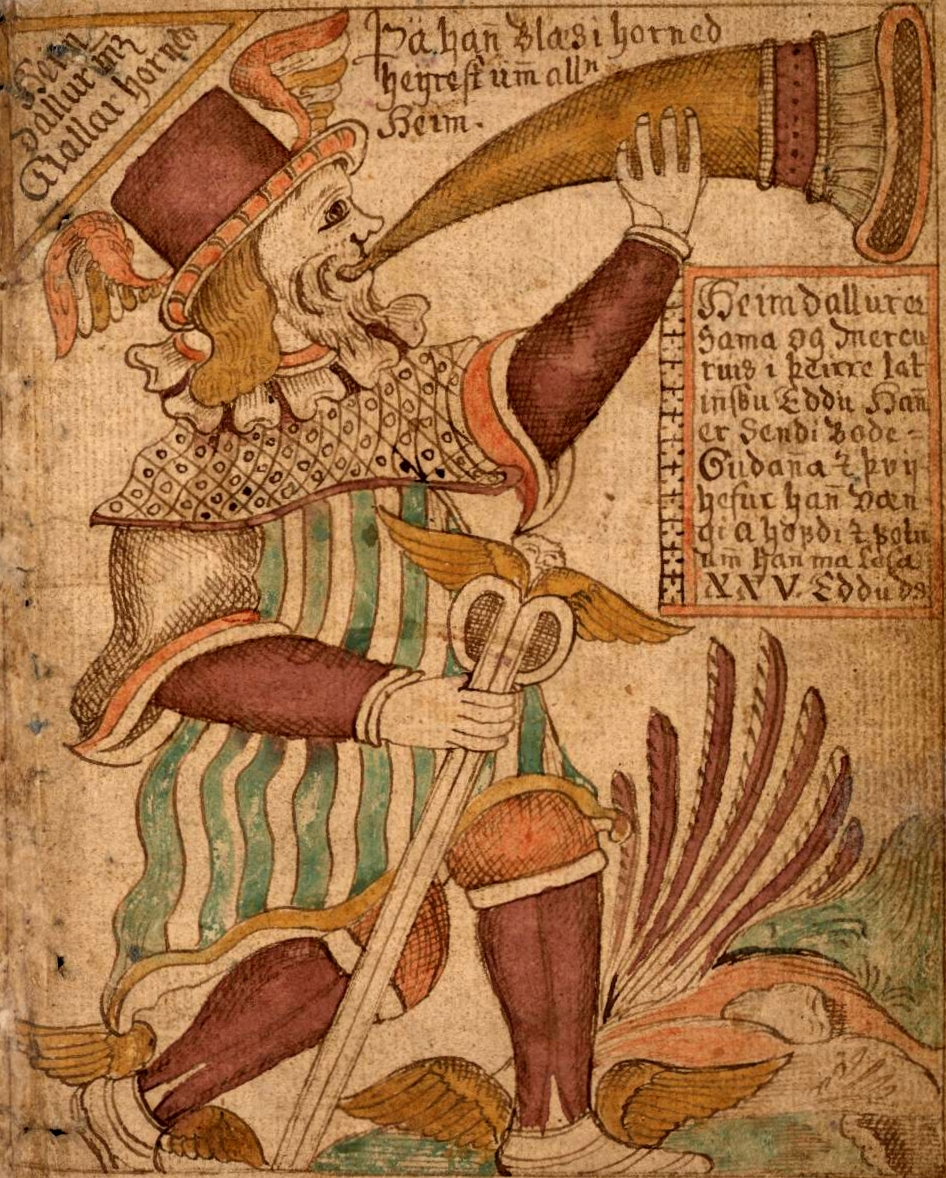
Heimdall blåser i sitt horn Gjallarhornet på denna illustration från ett isländskt 1700-talsmanuskript.

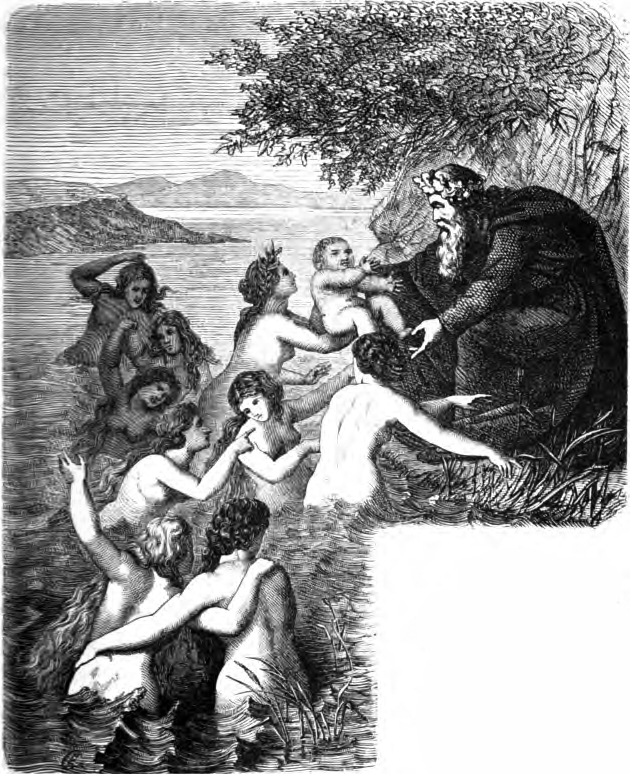
Heimdal durch die neun Wellenjungfrauen emporgehoben av K. Ehrenberg. Heimdal föds på jorden för att sprida kunskap till människorna.

Heimdall (av heim med betydelsen "värld" och dallr med betydelsen "blomstrande träd") räknas som en av asarna i nordisk mytologi trots att han inte ansågs vara son till Oden. Av namnets etymologi kan man sluta sig till att Heimdall var en representant för världsträdet Yggdrasil och då Yggdrasil ofta antas ha varit en omskrivning för Vintergatan tror man att Heimdall var en himmelsgud. Gudomligheter med liknande karakteristiska drag finns även hos samer, samojeder, tunguser och inuiter. Hans namn förekommer dock knappt i den norröna kulten men desto rikligare i nordisk mytologi.
Heimdall sägs vara son till "nio mödrar" som kan antas representera de nio världarna i den nordiska kosmologin. Enligt en annan teori skall han ha fötts ur havet och då är de nio mödrarna havsjätten Ägirs döttrar, vågorna. Förklädd till Rig blev Heimdall också upphov till de tre samhällsklasserna. Genom honom återspeglas sålunda den kosmiska ordningen i den världsliga. Då rig betyder konung på iriska förmodas denna myt ha influerats av keltisk mytologi.

## Förmågor och ägodelar
Heimdall hade tänder av guld (han kallas ibland även Gyllentand) och mirakulös hörsel och syn. Han bodde i Himinbjörg och vaktade bron Bifrost (regnbågen) med Gjallarhornet i utkanten av Asgård och övervakade därifrån hela världen. Han behövde mindre sömn än en fågel, och kunde se flera mil. Hans hörsel var så bra att han till och med kunde höra gräset gro och ullen på fåren växa. Han hade alltså de bästa egenskaperna för en väktare.
Över axeln bar han Gjallarhornet. Gjallarhornet var ett larmhorn, i det skulle Heimdall blåsa när Ragnarök var i antågande och jättarna kom över bron Bifrost för att kämpa med asarna. I Ragnarök kämpar Heimdall mot Loke och de två dödar varandra genom att spetsa varandra med varsitt spjut.
Han ägde hästen Gulltopp, och baggen förknippades med honom.

## Heimdall i mytologin
Det beskrivs att ättlingarna till Ask och Embla till en början levde ett kulturlöst primitivt liv då en dag en båt drev i land. I båten fann de en liten pojke som sov på en bädd av korn omgiven av olika typer av verktyg och skatter. Pojken var Heimdall som Asarna sänt ner till människorna. Människorna accepterade pojken som en av sina egna och fostrade honom. Heimdall lärde människorna att tämja den heliga elden, instruerade dem i visdom om runorna, lärde dem hantverk och arbetskunskap, organiserade deras samhälle och fastslog de tre samhällsklasserna.
Citat ur Poetiska Eddan:
Mims söner resa sig, makternas öde

tänds vid det gamla Gjallarhornet;

högt blåser Heimdall, hornet i vädret,

Odin mäler till Mims huvud.

Nu skälver Yggdrasils ask där den står,

fornträdet jämrar, jätten kommer lös;

alla rädas som äro på Hel-väg,

förrn det blir slukat av Surts frände.
Völvans spådom, vers 46

## Belägg för tro på Heimdall
Sommaren 2010 hittades en sländtrissa med en fornnordisk runinskription i Saltfleetby St Clement, Lincolnshire. Den har daterats till tidigt 1000-tal. En del av runinskriptionen lyder: Oþen.ok.einmtalr.ok.þalfa.þeir.ielba þeruolflt ok Kiriuest. Detta har tolkats som - ”Óðinn ok Heimdallr ok Þjálfa þeir hialpa þer Úlfljót ok ?…” På svenska blir det ”Oden och Heimdall och Tjalve, de hjälpa eder Ulfljot och…” Området i fråga tillhörde den så kallade Danelagen som hade en delvis nordisk, i synnerhet dansk, befolkning på den tiden. Texten är sannolikt författad av en i England boende dansk kolonisatör.

## Andra namn på Heimdall
- Gyllentanne eller Gullintanne ("han som har gyllene tänder"), eftersom han förknippades med eld, sol och ljus. Hans gyllene häst heter Gulltopp.[4]
- Hallenskide eller Hallinskide ("den lutande staven"), ett namn som förknippar honom med Världspelaren.[4]
- Den vite asen, ett epitet på Heimdall som Snorre Sturlasson återger. Jämför Balder.
- Rig (på sanskrit "medvetande och intellekt"), (på iriska "konung")